# Церква святого Симеона Стовпника (Петропавлівська Борщагівка)
Храм Симеона Стовпника — пам'ятка історико-культурної спадщини місцевого значення, що розташована в селі Петропавлівська Борщагівка Києво-Святошинського району Київської області.

## Історія храму
1755 в селі коштом громади збудовано дерев'яну церкву на честь преподобного Симеона Стовпника. Керував роботами ігумен Петропавлівського монастиря Антоній Величківський.
Храм багато разів оновлювався та реконструювався. Останні рази — в 1849-1850 роки за рахунок державної скарбниці, яка виділила 1508 рублів, та в 1861-1863 роки, кам'яна була збудована протягом 1908-1909 рр. 
Клірові відомості, метричні книги, сповідні розписи церкви св. Симеона Стовпника с. Петропавлівська Борщагівка XVIII ст. - Київської сот. і п., з 1781 р. Київського пов. і нам., з 1797 р. Київського пов. і губ., ХІХ ст. - Білогородської волості Київського пов. Київської губ. зберігаються в ЦДІАК України http://cdiak.archives.gov.ua/baza_geog_pok/church/petr_019.xml

## Перебудова
Незважаючи на ремонти та добудови, наприкінці XIX століття вона вже не могла задовольнити потреби парафіян, оскільки кількість дворів зросла до 262, а число мешканців — до 1675 осіб. Постало питання про будівництво нового храму.
У газеті «Киевлянин» № 27 від 5 лютого 1908 р. був оголошений конкурс щодо зведення церкви в селі Петропавлівська Борщагівка. Підряд на будівництво отримав селянин-самоук з містечка Димер Київського повіту Петро Темко, який мав добрі і рекомендації після зведення церков у селах Сваром'я Чернігівської губернії та Боярка Київського повіту.
Згідно з проектом єпархіального архітектора Є. Ф. Єрмакова, на основі типових проектів середини XIX сторіччя, протягом 1908-1909 років було споруджено нову кам'яну будівлю храму — двоповерхову 5-купольну. Згідно з планом це хрестово-купольна споруда з гранчастою апсидою. Вона мала три входи — центральний та два бокових. На другому поверсі розташовувалася парафіяльна бібліотека.
Стіни церкви були викладені з цегли й тиньковані. На художнє оформлення фасадів церкви вплинули модні на той час прийоми псевдо-руського стилю в архітектурі, а також ремісничі традиції місцевих майстрів-мулярів. Фасади виконані в еклектичних формах «неоруського» стилю, а оздоблення верхньої частини стін церкви, поребрика елементів декору взяті з дерев'яного зодчества. У середині церкву тиньковано та виконано розпис.
Церква, яка вміщала до 800 осіб, була розташована на пагорбі майже в центрі села, біля ставу та головної дороги, що прямувала вздовж села. Вона формувала вертикальну домінанту забудови. Вартість робіт становила 7400 рублів. Цеглу, дерево, вапно виділила громада.
8 жовтня 1909 року архітектор Євген Єрмаков склав акт огляду, в якому зазначив, що 
|  | церковь выстроена во всем согласно утвержденному на этот предмет проэкту и смете... вполне добро, качественно и прочно |

.
За свідченням сучасника: 
|  | новый Борщаговский храм великолепен... удостоверяет эстетическому вкусу и вызывает чувство духовной радости. |

## Радянські часи
Свято-Симеонівська церква в селі Петропавлівська Борщагівка залишалася діючою до 1932, а потім розділила долю більшості і православних храмів більшовицької країни. У церкві і розташували клуб, спортзал і котельню. Було розібрано бані та дзвіницю. Із часом облаштовано новий дах, прибудовано металеві і сходи, зроблено нові отвори в стінах, зрізано частину пагорба, на якому височіла церква, знищено огорожу подвір'я. Будівля церкви повністю втратила свій первісний вигляд.
У 1950-1970 церкву використовувати як сільський клуб. Повністю розібрали південний прикіл, до бокового входу було підведено довгі сходи. На північному фасаді облаштовали вхід та металеві сходи до кіноапаратної. У вівтарній частині храму розмістили котельню, до апсиди прибудували димар, знесли металеву огорожу, перепланували й забудували навколишню територію.

## Відновлення
В червні 2011 завершилася чергова реконструкція храму, відновлено первісний зовнішній вигляд та оздоблення пам'ятки.